# Aaron Mokoena
Aaron Mokoena, född 25 november 1980 i Johannesburg, är en sydafrikansk fotbollsspelare. Mokoena spelade som försvarare eller mittfältare i Blackburn Rovers fram till 24 maj 2009 då han skrev på ett treårskontrakt för Portsmouth FC, där han spelade som defensiv mittfältare. Mokoena var lagkapten i det sydafrikanska landslaget.

## Blackburn och Portsmouth
Mokoena gjorde sin debut för Blackburn den 8 januari 2005 i en FA Cup match mot Cardiff City, då han kom in i 43 minuten istället för Barry Ferguson. Mokoena var ordinarie i startelvan i Blackburn. Mokoena användes som en av tre defensiva mittfältare i en defensiv 4–5–1. Hughes (Blackburns tränare) gick sedan till en 4–4–2 uppställning. Eftersom Robbie Savage var skadad en stor del av säsongen spelade Mokoena nästan alla matcher under 2007. Han gjorde sitt första mål för Blackburn den 11 mars 2007 i en FA Cup match mot Manchester City. I samma match blev han utvisad efter sitt andra gula kort. Mokoena gjorde sitt andra och sista mål för klubben i en match mot Sunderland i FA Cupen. Mokoena spelade sin sista match med Blackburn den 14 maj 2009. Samma dag meddelade Mokoena att han skulle spela för Portsmouth FC.

## Internationell karriär
I en match mot Guatemala spelade Mokoena sin 100:e match i landslaget. Mokoena var med i Fotbolls-VM 2010. Mokoena är lagkapten i landslaget.